# Empis montivaga
Empis montivaga är en tvåvingeart som beskrevs av Christophe Daugeron 2000. Empis montivaga ingår i släktet Empis och familjen dansflugor.
Artens utbredningsområde är Frankrike. Inga underarter finns listade i Catalogue of Life.